# Lodger (album)
Lodger è il tredicesimo album in studio del cantautore inglese David Bowie pubblicato nel 1979 dalla RCA Records. L'album è considerato anche il terzo e ultimo capitolo della cosiddetta "trilogia berlinese", per il resto composta da Low e "Heroes".

## Storia
Il disco, per il quale vennero inizialmente presi in considerazione altri due titoli: Planned Accidents e Despite Straight Lines , venne registrato da Bowie nelle pause del tour mondiale del 1978 e praticamente con gli stessi musicisti degli album precedenti eccetto il chitarrista Robert Fripp, che aveva partecipato a "Heroes" e che qui è sostituito da Adrian Belew, proveniente dalla band di Frank Zappa e reclutato da Bowie proprio per il suddetto tour.

## Temi e stile
Per i temi affrontati, in Lodger si può notare una separazione abbastanza netta tra i primi cinque brani (la side one) che affrontano principalmente il tema del viaggio e i secondi cinque (la side two) in cui Bowie fa una critica alla civiltà occidentale. La traccia finale di "Heroes", The Secret Life of Arabia, aveva anticipato lo stile finto-esotico delle canzoni presenti nella prima parte di Lodger. African Night Flight, ad esempio, è un tributo alla musica e alla cultura dei veldt, ispirata da un viaggio in Kenya. La sua trama musicale è stata vista come una premonizione della popolarità che avrebbe raggiunto più avanti la world music e David Bowie è stato considerato un precursore dei suoni che saranno sviluppati da Brian Eno e David Byrne con My Life in the Bush of Ghosts del 1981.
Move On è un'ode dedicata da Bowie al suo spirito vagabondo che richiama il classico All the Young Dudes, scritta per i Mott the Hoople nel 1972. Yassassin è un improbabile reggae con velature di musica turca. Red Sails è ispirata alla musica ambient e al beat motorik tipico di gruppi tedeschi come i Neu! e i Kraftwerk.
Il primo singolo estratto dall'album, Boys Keep Swinging, è stato visto dalla critica come un'arguta risposta di Bowie ai Village People ma anche, considerando anche il videoclip, un suo commento all'idea di mascolinità. Musicalmente apprezzabile soprattutto per le performance del chitarrista Carlos Alomar e del batterista Dennis Davis, rispettivamente alla batteria e al basso. Secondo il produttore Tony Visconti, la canzone è caratterizzata «dalla stessa struttura e dalla stessa chiave di Fantastic Voyage», in cui Bowie affronta il tema della guerra atomica. Il secondo singolo, D.J., guarda sardonicamente al mondo dei Disc jockey mentre Repetition rappresenta il viaggio di Bowie nella mentalità di un marito che picchia la moglie ed è cantato volutamente in una tonalità fredda e distaccata tale da sottolineare il testo ed il basso. Red Money aggiunge nuove parole ad una melodia già affrontata da Bowie e Alomar in Sister Midnight, canzone che compare nell'album The Idiot di Iggy Pop, scritta da Bowie e Alomar durante lo Station To Station Tour, doveva essere una canzone di Low ma per le sue sonorità finì in The Idiot dove Bowie compare da corista, in tale album doveva comparire anche What in the World, creata con Iggy nello stesso periodo, ma che venne registrata per Low con i cori di Iggy.

## Pubblicazione e accoglienza
| Recensione                    | Giudizio |
| ----------------------------- | -------- |
| AllMusic                      |          |
| Blender                       |          |
| Chicago Tribune               |          |
| Encyclopedia of Popular Music |          |
| Entertainment Weekly          | B+       |
| Pitchfork                     |          |
| Q                             |          |
| Rolling Stone Album Guide     |          |
| Piero Scaruffi                |          |
| Robert Christgau              | A-       |
| Ondarock                      |          |

Lodger ha ricevuto relativamente pochi apprezzamenti alla sua uscita. La rivista Rolling Stone lo ha definito «uno dei suoi lavori più deboli [...] confusi, una nota a piè di pagina di "Heroes"», mentre il Melody Maker lo ha trovato "esilmente anonimo". Dal punto di vista commerciale invece ebbe un buon successo raggiungendo la 4ª posizione nelle classifiche britanniche e la ventesima in quelle statunitensi.
Subito dopo l'uscita dell'album, gli editori del New Musical Express, Roy Carr e Charles Shaar Murray sentivano che Lodger «avrebbe acquistato maggiori apprezzamenti nel giro di pochi anni e alla fine sarebbe stato accettato come uno dei progetti più complessi e gratificanti di Bowie». Mentre il biografo di Bowie, Christopher Sandford lo definisce «un disco scorrevole, calcolatamente usa e getta», l'autore David Buckley sostiene che «la sua statura cresce ogni anno che passa», e Nicholas Pegg, attore e scrittore britannico, conclude che «sottovalutato e oscuro sin quasi dalla sua uscita, la sua rivalutazione arriva troppo tardi». L'8 giugno del 1979, la British Phonographic Industry ha assegnato il disco d'oro a Lodger.
L'album ha avuto diverse riedizioni in formato CD, comprese quelle della Rykodisc (negli Stati Uniti) e della EMI (nel resto del mondo), uscite nel 1991, che presentano due tracce bonus, I Pray, Olé (canzone inedita del 1979) e una nuova versione del 1988 di Look Back in Anger.
Un missaggio alternativo di Lodger è stato prodotto da Tony Visconti tra il 2015 e il 2016 presso gli Human Studios di New York. Questo nuovo remix è stato pubblicato come bonus disc all'interno del cofanetto A New Career in a New Town (1977-1982) del 2017.

## Copertina
David Bowie ha collaborato con l'artista pop inglese Derek Boshier per la copertina di Lodger. Nel pieghevole originale presente nell'album si vede una foto a bassa risoluzione di Bowie nei panni della vittima di un incidente, compreso un apparente naso rotto, scattata con una Polaroid SX-70. Il pieghevole comprende anche foto del cadavere di Che Guevara, del Cristo morto del Mantegna, e un'altra di Bowie. Le immagini non sono presenti nella riedizione della Rykodisc in CD del 1991.

## Tracce
Testi e musiche di David Bowie e Brian Eno, eccetto dove indicato.
Lato 1
1. Fantastic Voyage – 2:55
2. African Night Flight – 2:54
3. Move On – 3:16 (Bowie)
4. Yassassin (Turkish for Long Live) – 4:10 (Bowie)
5. Red Sails – 3:43

Lato 2
1. D.J. – 3:59 (Bowie, Eno, Carlos Alomar)
2. Look Back in Anger – 3:08
3. Boys Keep Swinging – 3:17
4. Repetition – 2:59 (Bowie)
5. Red Money – 4:17 (Bowie, Alomar)

## Formazione
- David Bowie – voce, cori, pianoforte, chitarra, sintetizzatore, chamberlin, sassofono
- Carlos Alomar – chitarra, batteria
- Dennis Davis – batteria, percussioni, basso
- George Murray – basso
- Sean Mayes – pianoforte
- Simon House – violino, mandolino
- Adrian Belew – chitarra, mandolino
- Tony Visconti – cori, chitarra, mandolino, basso
- Brian Eno – sintetizzatori, ambient drone, tromba, corno, pianoforte
- Roger Powell – sintetizzatore
- Stan Harrison – sassofono in Red Sails

## Classifiche

### Settimanali
| Classifica                                    | Posizione |
| --------------------------------------------- | --------- |
| Kent Music Report                             | 11        |
| Ö3 Austria Top 40                             | 13        |
| Canadian RPM Albums Chart                     | 15        |
| MegaCharts                                    | 5         |
| Syndicat national de l'édition phonographique | 11        |
| Oricon                                        | 32        |
| The Official NZ Music Charts                  | 3         |
| VG-lista                                      | 11        |
| Sverigetopplistan                             | 9         |
| Official Albums Chart                         | 4         |
| Billboard 200                                 | 20        |

### Classifiche di fine anno
| Classifica              | Posizione |
| ----------------------- | --------- |
| Australian Albums Chart | 67        |
| RPM Year-End            | 72        |
| Dutch Albums Chart      | 55        |
| French Albums Chart     | 58        |